# Fed Cup 2017 Zona Americana
La Zona Americana (Americas Zone) è una delle 3 divisioni zonali nell'ambito della Fed Cup 2017. Essa è a sua volta suddivisa in due gruppi (Gruppo I, Gruppo II) formati rispettivamente da 9 e 13 squadre, inserite in tali gruppi in base ai risultati ottenuti l'anno precedente.

## Gruppo I
- Sede: Country Club Las Palmas, Santa Cruz de la Sierra, Bolivia (terra outdoor)
- Periodo: 6-11 febbraio
- Formula: due gironi (Pool) uno da 4 squadre e uno da 5, in cui ogni squadra affronta le altre incluse nel proprio Pool. Successivamente la prima in classifica del Pool A affronta la prima del Pool B per l'ammissione agli spareggi del Gruppo Mondiale II. Vengono contemporaneamente disputati due spareggi fra le ultime due squadre di ciascun Pool per stabilire le due retrocessioni.

|   | Pool A (Dettagli) | Canada (bandiera) | Paraguay (bandiera) | Bolivia (bandiera) | Venezuela (bandiera) |
| 1 | Canada (3-0)      |                   | 3-0                 | 2-1                | 3-0                  |
| 2 | Paraguay (2-1)    | 0-3               |                     | 2-1                | 3-0                  |
| 3 | Bolivia (1-2)     | 1-2               | 1-2                 |                    | 3-0                  |
| 4 | Venezuela (0-3)   | 0-3               | 0-3                 | 0-3                |                      |

|   | Pool B (Dettagli) | Cile (bandiera) | Argentina (bandiera) | Colombia (bandiera) | Brasile (bandiera) | Messico (bandiera) |
| 1 | Cile (3-1)        |                 | 2-1                  | 1-2                 | 2-1                | 2-1                |
| 2 | Argentina (3-1)   | 1-2             |                      | 3-0                 | 2-1                | 2-1                |
| 3 | Colombia (2-2)    | 2-1             | 0-3                  |                     | 2-1                | 1-2                |
| 4 | Brasile (1-3)     | 1-2             | 1-2                  | 1-2                 |                    | 3-0                |
| 5 | Messico (1-3)     | 1-2             | 1-2                  | 2-1                 | 0-3                |                    |

### Spareggio promozione
| Canada 2 | Club Deportivo la Asunción, Metepec, Messico 11 febbraio 2017 Cemento (outdoor) | Club Deportivo la Asunción, Metepec, Messico 11 febbraio 2017 Cemento (outdoor) | Cile 0 |     |   |             |
| \| \| \| \| 1 \| 2 \| 3 \| \| \| - \| \| ------------------------------------------------------------------------------- \| --- \| --- \| - \| ----------- \| \| 1 \| \| Katherine Sebov Bárbara Gatica \| 6 2 \| 6 2 \| \| \| \| 2 \| \| Bianca Andreescu Daniela Seguel \| 6 1 \| 6 3 \| \| \| \| 3 \| \| Bianca Andreescu / Charlotte Robillard-Millette Bárbara Gatica / Daniela Seguel \| \| \| \| non giocato \| |                                                                                 |                                                                                 |        |     |   |             |
| |                                                                                 |                                                                                 | 1      | 2   | 3 |             |
| 1 | Canada (bandiera) · Cile (bandiera)                                             | Katherine Sebov Bárbara Gatica                                                  | 6 2    | 6 2 |   |             |
| 2 | Canada (bandiera) · Cile (bandiera)                                             | Bianca Andreescu Daniela Seguel                                                 | 6 1    | 6 3 |   |             |
| 3 | Canada (bandiera) · Cile (bandiera)                                             | Bianca Andreescu / Charlotte Robillard-Millette Bárbara Gatica / Daniela Seguel |        |     |   | non giocato |

### Spareggio 3º-4º posto
| Paraguay 2 | Club Deportivo la Asunción, Metepec, Messico 11 febbraio 2017 Cemento (outdoor) | Club Deportivo la Asunción, Metepec, Messico 11 febbraio 2017 Cemento (outdoor)   | Argentina 0 |     |   |             |
| \| \| \| \| 1 \| 2 \| 3 \| \| \| - \| \| --------------------------------------------------------------------------------- \| --- \| --- \| - \| ----------- \| \| 1 \| \| Montserrat González María Irigoyen \| 6 3 \| 6 4 \| \| \| \| 2 \| \| Verónica Cepede Royg Guadalupe Pérez Rojas \| 6 4 \| 6 0 \| \| \| \| 3 \| \| Verónica Cepede Royg / Montserrat González María Irigoyen / Guadalupe Pérez Rojas \| \| \| \| non giocato \| |                                                                                 |                                                                                   |             |     |   |             |
| |                                                                                 |                                                                                   | 1           | 2   | 3 |             |
| 1 | Paraguay (bandiera) · Argentina (bandiera)                                      | Montserrat González María Irigoyen                                                | 6 3         | 6 4 |   |             |
| 2 | Paraguay (bandiera) · Argentina (bandiera)                                      | Verónica Cepede Royg Guadalupe Pérez Rojas                                        | 6 4         | 6 0 |   |             |
| 3 | Paraguay (bandiera) · Argentina (bandiera)                                      | Verónica Cepede Royg / Montserrat González María Irigoyen / Guadalupe Pérez Rojas |             |     |   | non giocato |

### Spareggi retrocessione
| Venezuela 2 | Club Deportivo la Asunción, Metepec, Messico 11 febbraio 2017 Cemento (outdoor) | Club Deportivo la Asunción, Metepec, Messico 11 febbraio 2017 Cemento (outdoor) | Messico 0 |     |     |             |
| \| \| \| \| 1 \| 2 \| 3 \| \| \| - \| \| ------------------------------------------------------------ \| --- \| --- \| --- \| ----------- \| \| 1 \| \| Adriana Pérez Giuliana Olmos \| 4 6 \| 6 4 \| 6 2 \| \| \| 2 \| \| Andrea Gámiz Renata Zarazúa \| 6 3 \| 7 5 \| \| \| \| 3 \| \| Andrea Gámiz / Adriana Pérez Renata Zarazúa / Giuliana Olmos \| \| \| \| non giocato \| |                                                                                 |                                                                                 |           |     |     |             |
| |                                                                                 |                                                                                 | 1         | 2   | 3   |             |
| 1 | Venezuela (bandiera) · Messico (bandiera)                                       | Adriana Pérez Giuliana Olmos                                                    | 4 6       | 6 4 | 6 2 |             |
| 2 | Venezuela (bandiera) · Messico (bandiera)                                       | Andrea Gámiz Renata Zarazúa                                                     | 6 3       | 7 5 |     |             |
| 3 | Venezuela (bandiera) · Messico (bandiera)                                       | Andrea Gámiz / Adriana Pérez Renata Zarazúa / Giuliana Olmos                    |           |     |     | non giocato |

| Bolivia 0 | Club Deportivo la Asunción, Metepec, Messico 11 febbraio 2017 Cemento (outdoor) | Club Deportivo la Asunción, Metepec, Messico 11 febbraio 2017 Cemento (outdoor) | Brasile 2 |      |      |             |
| \| \| \| \| 1 \| 2 \| 3 \| \| \| - \| \| -------------------------------------------------------------------------- \| --- \| ---- \| ---- \| ----------- \| \| 1 \| \| Maria-Fernanda Alvarez-Teran Luisa Stefani \| 4 6 \| 7 60 \| 61 7 \| \| \| 2 \| \| Noelia Zeballos Gabriela Cé \| 3 6 \| 3 6 \| \| \| \| 3 \| \| Maria-Fernanda Alvarez-Teran / Noelia Zaballos Gabriela Cé / Luisa Stefani \| \| \| \| non giocato \| |                                                                                 |                                                                                 |           |      |      |             |
| |                                                                                 |                                                                                 | 1         | 2    | 3    |             |
| 1 | Bolivia (bandiera) · Brasile (bandiera)                                         | Maria-Fernanda Alvarez-Teran Luisa Stefani                                      | 4 6       | 7 60 | 61 7 |             |
| 2 | Bolivia (bandiera) · Brasile (bandiera)                                         | Noelia Zeballos Gabriela Cé                                                     | 3 6       | 3 6  |      |             |
| 3 | Bolivia (bandiera) · Brasile (bandiera)                                         | Maria-Fernanda Alvarez-Teran / Noelia Zaballos Gabriela Cé / Luisa Stefani      |           |      |      | non giocato |

### Verdetti
- Canada ai play-off per il Gruppo Mondiale II.
- Mexico e Bolivia retrocedono nel gruppo II.

## Gruppo II
- Sede: Centro de Alto Rendimiento Fred Maduro, Panama, Panama (terra outdoor)
- Periodo: 19-22 luglio
- Formula: quattro gironi (Pool) tre da 3 e uno 4 squadre, in cui ogni squadra affronta le altre incluse nel proprio Pool. Successivamente la prima di ciascun Pool disputa gli spareggi: le due vincenti saranno promosse al Gruppo I. Le altre squadre si giocano i piazzamenti.

### Gruppi
|   | Pool A (Dettagli) | Ecuador (bandiera) | Cuba (bandiera) | Uruguay (bandiera) |
| 1 | Ecuador (2-0)     |                    | 2-1             | 2-1                |
| 2 | Cuba (1-1)        | 1-2                |                 | 2-1                |
| 3 | Uruguay (0-2)     | 1-2                | 1-2             |                    |

|   | Pool B (Dettagli)     | Guatemala (bandiera) | Rep. Dominicana (bandiera) | Barbados (bandiera) |
| 1 | Guatemala (2-0)       |                      | 3-0                        | 3-0                 |
| 2 | Rep. Dominicana (1-1) | 0-3                  |                            | 3-0                 |
| 3 | Barbados (0-2)        | 0-3                  | 0-3                        |                     |

|   | Pool C (Dettagli)       | Porto Rico (bandiera) | Trinidad e Tobago (bandiera) | Honduras (bandiera) |
| 1 | Porto Rico (2-0)        |                       | 2-1                          | 3-0                 |
| 2 | Trinidad e Tobago (1-1) | 1-2                   |                              | 2-1                 |
| 3 | Honduras (0-2)          | 0-3                   | 1-2                          |                     |

|   | Pool D (Dettagli) | Perù (bandiera) | Costa Rica (bandiera) | Bahamas (bandiera) | Panama (bandiera) |
| 1 | Perù (3-0)        |                 | 3-0                   | 3-0                | 3-0               |
| 2 | Costa Rica (2-1)  | 0-3             |                       | 3-0                | 2-1               |
| 3 | Bahamas (1-2)     | 0-3             | 0-3                   |                    | 2-1               |
| 4 | Panama (0-3)      | 0-3             | 1-2                   | 1-2                |                   |

### Spareggi promozione
| Ecuador 0 | Centro de Alto Rendimiento Fred Maduro, Panama, Panama 22 luglio 2017 Terra (outdoor) | Centro de Alto Rendimiento Fred Maduro, Panama, Panama 22 luglio 2017 Terra (outdoor) | Porto Rico 2 |     |   |             |
| \| \| \| \| 1 \| 2 \| 3 \| \| \| - \| \| ------------------------------------------------------------ \| --- \| --- \| - \| ----------- \| \| 1 \| \| Luisa Uscocovich Monica Matias \| 5 7 \| 1 6 \| \| \| \| 2 \| \| Camila Romero Mónica Puig \| 0 6 \| 3 6 \| \| \| \| 3 \| \| Camila Romero / Luisa Uscocovich Monica Matias / Mónica Puig \| \| \| \| non giocato \| |                                                                                       |                                                                                       |              |     |   |             |
| |                                                                                       |                                                                                       | 1            | 2   | 3 |             |
| 1 | Ecuador (bandiera) · Porto Rico (bandiera)                                            | Luisa Uscocovich Monica Matias                                                        | 5 7          | 1 6 |   |             |
| 2 | Ecuador (bandiera) · Porto Rico (bandiera)                                            | Camila Romero Mónica Puig                                                             | 0 6          | 3 6 |   |             |
| 3 | Ecuador (bandiera) · Porto Rico (bandiera)                                            | Camila Romero / Luisa Uscocovich Monica Matias / Mónica Puig                          |              |     |   | non giocato |

| Guatemala 2 | Centro de Alto Rendimiento Fred Maduro, Panama, Panama 22 luglio 2017 Terra (outdoor) | Centro de Alto Rendimiento Fred Maduro, Panama, Panama 22 luglio 2017 Terra (outdoor) | Perù 1 |     |      |  |
| \| \| \| \| 1 \| 2 \| 3 \| \| \| - \| \| ----------------------------------------------------------------------- \| --- \| --- \| ---- \| \| \| 1 \| \| Melissa Morales Ferny Angeles Paz \| 2 6 \| 6 4 \| 7 61 \| \| \| 2 \| \| Kristen-Andrea Weedon Dominique Schaefer \| 3 6 \| 1 6 \| \| \| \| 3 \| \| Melissa Morales / Daniela Schippers Bianca Botto / Anastasia Iamachkine \| 6 2 \| 7 5 \| \| \| |                                                                                       |                                                                                       |        |     |      |  |
| |                                                                                       |                                                                                       | 1      | 2   | 3    |  |
| 1 | Guatemala (bandiera) · Perù (bandiera)                                                | Melissa Morales Ferny Angeles Paz                                                     | 2 6    | 6 4 | 7 61 |  |
| 2 | Guatemala (bandiera) · Perù (bandiera)                                                | Kristen-Andrea Weedon Dominique Schaefer                                              | 3 6    | 1 6 |      |  |
| 3 | Guatemala (bandiera) · Perù (bandiera)                                                | Melissa Morales / Daniela Schippers Bianca Botto / Anastasia Iamachkine               | 6 2    | 7 5 |      |  |

### Spareggi 5º-8º posto
| Cuba 2 | Centro de Alto Rendimiento Fred Maduro, Panama, Panama 22 luglio 2017 Terra (outdoor) | Centro de Alto Rendimiento Fred Maduro, Panama, Panama 22 luglio 2017 Terra (outdoor) | Trinidad e Tobago 1 |     |   |  |
| \| \| \| \| 1 \| 2 \| 3 \| \| \| - \| \| -------------------------------------------------------------------------- \| --- \| --- \| - \| \| \| 1 \| \| Yusleydis Smith Dias Shenelle Mohammed \| 6 0 \| 6 2 \| \| \| \| 2 \| \| Isid Hernandez Breana Stampfli \| 2 6 \| 2 6 \| \| \| \| 3 \| \| Yamile Fors-Guerra / Yusleydis Smith Dias Anneliese Rose / Breana Stampfli \| 6 3 \| 6 1 \| \| \| |                                                                                       |                                                                                       |                     |     |   |  |
| |                                                                                       |                                                                                       | 1                   | 2   | 3 |  |
| 1 | Cuba (bandiera) · Trinidad e Tobago (bandiera)                                        | Yusleydis Smith Dias Shenelle Mohammed                                                | 6 0                 | 6 2 |   |  |
| 2 | Cuba (bandiera) · Trinidad e Tobago (bandiera)                                        | Isid Hernandez Breana Stampfli                                                        | 2 6                 | 2 6 |   |  |
| 3 | Cuba (bandiera) · Trinidad e Tobago (bandiera)                                        | Yamile Fors-Guerra / Yusleydis Smith Dias Anneliese Rose / Breana Stampfli            | 6 3                 | 6 1 |   |  |

| Rep. Dominicana 1 | Centro de Alto Rendimiento Fred Maduro, Panama, Panama 22 luglio 2017 Terra (outdoor) | Centro de Alto Rendimiento Fred Maduro, Panama, Panama 22 luglio 2017 Terra (outdoor) | Costa Rica 1 |     |     |                |
| \| \| \| \| 1 \| 2 \| 3 \| \| \| - \| \| ----------------------------------------------------------------------------- \| --- \| --- \| --- \| -------------- \| \| 1 \| \| Kelly Williford Tania Lea Aizenman Sanchez \| 6 1 \| 6 2 \| \| \| \| 2 \| \| Michelle Marie Valdez Ariana Rahmanparast \| 1 6 \| 4 6 \| \| \| \| 3 \| \| Michelle Marie Valdez / Kelly Williford Eugenia Camacho / Ariana Rahmanparast \| 6 3 \| 4 6 \| 3 2 \| non completato \| |                                                                                       |                                                                                       |              |     |     |                |
| |                                                                                       |                                                                                       | 1            | 2   | 3   |                |
| 1 | Rep. Dominicana (bandiera) · Costa Rica (bandiera)                                    | Kelly Williford Tania Lea Aizenman Sanchez                                            | 6 1          | 6 2 |     |                |
| 2 | Rep. Dominicana (bandiera) · Costa Rica (bandiera)                                    | Michelle Marie Valdez Ariana Rahmanparast                                             | 1 6          | 4 6 |     |                |
| 3 | Rep. Dominicana (bandiera) · Costa Rica (bandiera)                                    | Michelle Marie Valdez / Kelly Williford Eugenia Camacho / Ariana Rahmanparast         | 6 3          | 4 6 | 3 2 | non completato |

### Spareggi 9º-12º posto
| Uruguay 1 | Centro de Alto Rendimiento Fred Maduro, Panama, Panama 22 luglio 2017 Terra (outdoor) | Centro de Alto Rendimiento Fred Maduro, Panama, Panama 22 luglio 2017 Terra (outdoor)   | Honduras 1 |     |      |                |
| \| \| \| \| 1 \| 2 \| 3 \| \| \| - \| \| --------------------------------------------------------------------------------------- \| --- \| --- \| ---- \| -------------- \| \| 1 \| \| Guillermina Grant Natalie Gabriela Espinal Sanchez \| 5 7 \| 6 1 \| 61 7 \| \| \| 2 \| \| Florencia Rossi Alejandra Obando \| 6 0 \| 6 3 \| \| \| \| 3 \| \| Florencia Rossi / Fernanda Secinaro Natalie Gabriela Espinal Sanchez / Alejandra Obando \| 1 0 \| \| \| non completato \| |                                                                                       |                                                                                         |            |     |      |                |
| |                                                                                       |                                                                                         | 1          | 2   | 3    |                |
| 1 | Uruguay (bandiera) · Honduras (bandiera)                                              | Guillermina Grant Natalie Gabriela Espinal Sanchez                                      | 5 7        | 6 1 | 61 7 |                |
| 2 | Uruguay (bandiera) · Honduras (bandiera)                                              | Florencia Rossi Alejandra Obando                                                        | 6 0        | 6 3 |      |                |
| 3 | Uruguay (bandiera) · Honduras (bandiera)                                              | Florencia Rossi / Fernanda Secinaro Natalie Gabriela Espinal Sanchez / Alejandra Obando | 1 0        |     |      | non completato |

| Barbados 1 | Centro de Alto Rendimiento Fred Maduro, Panama, Panama 22 luglio 2017 Terra (outdoor) | Centro de Alto Rendimiento Fred Maduro, Panama, Panama 22 luglio 2017 Terra (outdoor) | Bahamas 1 |     |      |             |
| \| \| \| \| 1 \| 2 \| 3 \| \| \| - \| \| ------------------------------------------------------------------ \| --- \| --- \| ---- \| ----------- \| \| 1 \| \| Cherise Slocombe Sydney Clarke \| 6 3 \| 3 6 \| 61 7 \| \| \| 2 \| \| Kiana Marshall Iesha Shepherd \| 2 6 \| 6 2 \| 6 1 \| \| \| 3 \| \| Kiana Marshall / Cherise Slocombe Sydney Clarke / Sierra Donaldson \| \| \| \| non giocato \| |                                                                                       |                                                                                       |           |     |      |             |
| |                                                                                       |                                                                                       | 1         | 2   | 3    |             |
| 1 | Barbados (bandiera) · Bahamas (bandiera)                                              | Cherise Slocombe Sydney Clarke                                                        | 6 3       | 3 6 | 61 7 |             |
| 2 | Barbados (bandiera) · Bahamas (bandiera)                                              | Kiana Marshall Iesha Shepherd                                                         | 2 6       | 6 2 | 6 1  |             |
| 3 | Barbados (bandiera) · Bahamas (bandiera)                                              | Kiana Marshall / Cherise Slocombe Sydney Clarke / Sierra Donaldson                    |           |     |      | non giocato |

### Verdetti
- Porto Rico e Guatemala promosse nel Gruppo I.